# ライジングサン (漫画)
『ライジングサン』は、藤原さとしによる日本の漫画作品。双葉社発行の『漫画アクション』にて、2012年5号から2018年7号まで連載。その後、新章『ライジングサンR』が同誌にて、2018年18号から2025年8号まで連載。陸上自衛隊の新隊員の訓練生活が題材となっており、作者の実際の自衛隊経験と取材に基づいて描かれている。2025年5月時点でシリーズ累計発行部数は200万部を突破している。

## あらすじ
自衛隊に入隊してから3か月間の教育訓練を受ける、まだ階級を持たない「自衛官のタマゴ」である自衛官候補生。
主人公の甲斐一気をはじめ、生い立ちや入隊目的が異なる自衛官候補生たちが、一つの教育隊で厳しい訓練を受ける中で友情を育み成長していく。

## 主な登場人物

### 自衛官候補生
甲斐 一気（かい いっき）
煮え切らない日々を送っていた高校3年生のときに、陸上自衛官の伊達と出会い、自衛隊を志す。明るい性格だが、登山事故で父親を亡くした経験が影を落とすことがある。
教育訓練修了後は第1普通科連隊第1中隊へ配属。
来嶋 誠（くるしま まこと）
一気の生活や訓練におけるペアを務めるバディ。クールな性格でフンという口癖をよく言う。ボクシングでオリンピック出場を目指すために、自衛隊体育学校に入ることが入隊の目的。
教育訓練修了後は自衛隊体育学校班へ配属。
広瀬 優香（ひろせ ゆうか）
おっとりとした性格の女性自衛官候補生。親にすすめられるがままに公務員を目指したが、自衛隊にだけしか合格しなかったためということもあり、自衛隊のことを入隊するまでよく知らなかった。巨乳。
教育訓練終了後は第3師団司令部広報室に配属。後に新海と婚約しR最終回にて結婚式を上げている。
神崎 涼子（かんざき りょうこ）
バディの広瀬とは対照的に、父親が陸上自衛官でレンジャーバッジ保持者だったこともあり、自衛隊の知識に秀でている女性自衛官候補生。男性に対して強い対抗意識を抱いている。
教育訓練修了後は第1飛行隊に配属され、Rでは甲斐と共に王峰山災害派遣任務に参加する。
犬井 亮（いぬい りょう）
荒々しい性格で、とくにバディの吉永に対してはあたりが厳しい。
後に家業を継ぐため1等陸士で退職。
吉永 信也（よしなが しんや）
眼鏡をかけた太った容姿をしている。陰気な性格で口数も少ない。
教育訓練修了後は松戸駐屯地に配属。Rではすっかり痩せた姿になる。
浜岡 雄介（はまおか ゆうすけ）
一気たちの班の最年長。サラリーマン経験がある妻子持ちで、家は栃木県宇都宮市にある。
教育訓練修了後は第307施設隊に配属。
石田 圭吾（いしだ けいご）
浜岡のバディの関西人。よく格言や名言を引用する。和歌山県出身で7人兄弟の長男。
教育訓練修了後は第37普通科連隊に配属。

### 新隊員教育隊教官達
新海（しんかい）
3等陸曹。一気たち第3営内班の班長（担当教官）。過酷な訓練を修了した者のみに与えられるレンジャーバッジを保持している。
伊達（だて）
1等陸曹。数年前の災害派遣時までは新海が所属する部隊の分隊長であり、新海がレンジャー課程へ入校した際には教官を務めた。「自衛官の何たるか」を教えた者として新海から尊敬されている。また、自主訓練中の山の中で一気に出会い、自衛隊入りのきっかけを作った。レンジャー有資格者だが、前述の災害派遣の際にレンジャー課程で学んだことを一切発揮できなかったと感じ、あえてレンジャーバッジを着用していない。
永山（ながやま）
3等陸曹。新海の同期で、2班の班長。
立花（たちばな）
2等陸尉。教育隊の区隊長。元々は機甲科の戦車乗員であった。
丹羽 太郎（にわ たろう）
陸曹長。自衛官歴20年のベテランで立花区隊の区隊付を務める。立花を「オヤジ」と呼び慕っている。
更科（さらしな）
2等陸曹。立花区隊の先任班長。

### R（レンジャー訓練編）
相楽（さがら）
陸士長。第1ヘリコプター団第102飛行隊所属。レンジャー養成訓練中の甲斐のバディ。後に陸曹から航空操縦学生過程に進み、パイロットとして第1ヘリコプター団にて勤務。
西（にし）
陸士長。第1普通科連隊第1中隊所属。甲斐とは同期で共にレンジャー養成訓練に参加。レスキュー編でもバルク班として王峰山災害派遣任務に参加。スマホのパスワードは「24315（西サイコー）」。後に陸曹に昇任。
伏屋（ふせや）
陸士長。第1普通科連隊第1中隊所属。甲斐や西とは同じ営内。レンジャー養成訓練に参加するも訓練中に膝を痛めてリタイアした。後に陸曹に昇任。
柘植（つげ）
3等陸尉。42期レンジャー訓練教官。イラク派遣を経験している。
田原（たはら）
2等陸曹。42期レンジャー訓練先任助教。柘植と共にイラク派遣を経験している。
明治（めいじ）
2等陸曹。42期レンジャー訓練助教。レスキュー編ではバルク班の班長として甲斐、西、荒木らと共に王峰山災害派遣任務に参加。非常にストイックな性格で体脂肪率体脂肪率が5％。後にバルク班で共に救助活動にあたった荒木3曹と共に依願退職し「明治3中」という名前でプロボディビルダーコンビとして活動。
有馬（ありま）
1等陸尉。第1普通科連隊第1中隊所属。甲斐にレンジャー集合訓練に参加するよう命じる。
高梨（たかなし）
1等陸尉。広報官として永野や大城のレンジャー訓練の取材をアテンドする。
永野（ながの）
一葉社の編集者。元々はファッション誌を担当していた。レンジャー養成訓練を取材する。
大城（おおしろ）
一葉社の編集者。永野と共にレンジャー養成訓練を取材する。

### R(レスキュー編)
平岡（ひらおか）
陸将。第1師団師団長。王峰山での災害派遣時に退避命令が出ているにも関わらずバルク班が救助活動を続けたことを受けて辞任。
芝（しば）
1等陸佐。第1師団幕僚長。王峰山災害派遣任務では災害派遣隊指揮官として任務に当たった。
荒木 益生（あらき ますお）
3等陸曹。王峰山災害派遣任務ではバルク班の一員として参加。後に明治2曹と共に依願退職し「荒木重迫」という名前でプロボディビルダーコンビとして活動。
楠木（くすのき）
1等陸尉。ハンター225の機長。
和田（わだ）
3等陸尉。ハンター225の副機長。
朝比奈 真子（あさひな まこ）
女性アイドルグループ「神様おねがい」のメンバー。握手会で襲われ大怪我を負い活動を休止中。活動再開に向けて行った王峰山登山生配信中に噴火にあう。
北条（ほうじょう）
内閣総理大臣。
宇垣（うがき）
内閣官房長官。

## 現実の自衛隊との相違点
- 本作品の自衛官候補生たちは男女混合で教育訓練を受けるが、実際の自衛官候補生の教育隊は男女別である。[3]
- 作中、「構え銃（かまえつつ）」という号令がかかるシーンがあるが、自衛隊にこのような号令は存在しない。[4]

## 書誌情報
- 藤原さとし 『ライジングサン』 双葉社〈アクションコミックス〉、全15巻
  1. 2012年7月28日発売、ISBN 978-4-575-84111-4
  2. 2012年11月28日発売、ISBN 978-4-575-84163-3
  3. 2013年4月26日発売、ISBN 978-4-575-84222-7
  4. 2013年10月28日発売、ISBN 978-4-575-84302-6
  5. 2014年2月28日発売、ISBN 978-4-575-84360-6
  6. 2014年6月27日発売、ISBN 978-4-575-84435-1
  7. 2014年11月28日発売、ISBN 978-4-575-84539-6
  8. 2015年4月28日発売、ISBN 978-4-575-84612-6
  9. 2015年9月28日発売、ISBN 978-4-575-84689-8
  10. 2016年2月27日発売、ISBN 978-4-575-84763-5
  11. 2016年7月28日発売、ISBN 978-4-575-84833-5
  12. 2017年1月28日発売、ISBN 978-4-575-84920-2
  13. 2017年7月28日発売、ISBN 978-4-575-85012-3
  14. 2017年12月28日発売、ISBN 978-4-575-85083-3
  15. 2018年6月28日発売、ISBN 978-4-575-85176-2
- 藤原さとし 『ライジングサン R』 双葉社〈アクションコミックス〉、全18巻
  1. 2018年12月28日発売、ISBN 978-4-575-85253-0
  2. 2019年6月27日発売、ISBN 978-4-575-85325-4
  3. 2019年10月28日発売、ISBN 978-4-575-85367-4
  4. 2020年2月28日発売、ISBN 978-4-575-85411-4
  5. 2020年6月26日発売、ISBN 978-4-575-85460-2
  6. 2020年10月28日発売、ISBN 978-4-575-85505-0
  7. 2021年2月27日発売、ISBN 978-4-575-85551-7
  8. 2021年6月28日発売、ISBN 978-4-575-85595-1
  9. 2021年11月27日発売、ISBN 978-4-575-85661-3
  10. 2022年8月25日発売、ISBN 978-4-575-85749-8
  11. 2023年1月26日発売、ISBN 978-4-575-85807-5
  12. 2023年7月27日発売、ISBN 978-4-575-85858-7
  13. 2023年12月27日発売、ISBN 978-4-575-85925-6
  14. 2024年3月28日発売、ISBN 978-4-575-85952-2
  15. 2024年6月27日発売、ISBN 978-4-575-85984-3
  16. 2024年9月26日発売、ISBN 978-4-575-86011-5
  17. 2025年1月23日発売、ISBN 978-4-575-86051-1
  18. 2025年5月29日発売、ISBN 978-4-575-86097-9